# Cypress Hill IV
Cypress Hill IV è il quarto album in studio del gruppo musicale statunitense Cypress Hill, pubblicato il 6 ottobre 1998 dalla Ruffhouse e dalla Columbia Records.

## Tracce
1. Looking Through the Eye of a Pig
2. Checkmate
3. From the Window of My Room
4. Prelude to a Come Up (feat. MC Eiht)
5. Riot Starter
6. Audio X (feat. Barron Ricks)
7. Steel Magnolias (feat. Barron Ricks)
8. I Remember That Freak Bitch (From The Club)
9. Interlude Part 2 (feat. Barron Ricks)
10. (Goin' All Out) Nothin' to Lose
11. Tequila Sunrise (feat. Barron Ricks)
12. Dead Men Tell No Tales
13. Feature Presentation (feat. Barron Ricks and Chace Infinite)
14. Dr. Greenthumb
15. 16 Men Till There's No Men Left
16. High Times
17. Clash of the Titans/Dust
18. Lightning Strikes